# Tapanila (stacja kolejowa)
Tapanila (szw. Mosabacka) – stacja kolejowa w Helsinkach w dzielnicy Tapanila, część kolei aglomeracyjnej. Znajduje się 2 km od stacji Malmi i 2 km od stacji Puistola.
Wybudowany w 1939 roku budynek dworca został w 1991 przeniesiony do dzielnicy Pikku-Huopalahti jako obiekt dziedzictwa kulturowego.
| Tapanila                               |  |                              |
| Linia Helsinki – Riihimäki (12,500 km) |  |                              |
| Malmiodległość: 1,800 km               |  | Puistola odległość: 1,800 km |